# Calès (Dordogne)
Calès település Franciaországban, Dordogne megyében. Lakosainak száma 373 fő (2022. január 1.). Calès Trémolat, Le Buisson-de-Cadouin, Molières, Badefols-sur-Dordogne és Mauzac-et-Grand-Castang községekkel határos.

## Népesség
A település népességének változása:
| Lakosok száma | 380  | 312  | 289  | 350  | 387  | 398  | 386  | 378  | 377  | 373  |
|               | 1968 | 1982 | 1990 | 2006 | 2013 | 2015 | 2017 | 2019 | 2020 | 2022 |